# Wróble (województwo podlaskie)
Wróble – wieś w Polsce położona w województwie podlaskim, w powiecie wysokomazowieckim, w gminie Wysokie Mazowieckie.
Wierni kościoła rzymskokatolickiego należą do parafii św. Jana Chrzciciela w Wysokiem Mazowieckiem.

## Historia
W roku 1827 miejscowość liczyła 21 domów i 144 mieszkańców. 
Pod koniec XIX w. wieś w powiecie mazowieckim, gmina Wysokie Mazowieckie, parafia Kulesze.
W roku 1921 we wsi naliczono 19 budynków z przeznaczeniem mieszkalnym oraz 102. mieszkańców (49. mężczyzn i 53 kobiety). Wszyscy podali narodowość polską i wyznanie rzymskokatolickie.
W latach 1975–1998 miejscowość należała administracyjnie do województwa łomżyńskiego.

## Obiekty zabytkowe
- dom drewniany z 1918 r.[10].